# Таможенный проезд
Тамо́женный прое́зд — улица на востоке Москвы в районе Лефортово Юго-Восточного административного округа между Волочаевской улицей и улицей Золоторожский Вал.

## Происхождение названия
Название употребляется с XIX века, обусловлено направлением проезда к бывшей Складочной таможне.

## Описание
Таможенный проезд начинается от Волочаевской улицы у Трамвайно-ремонтного завода, проходит на восток, справа на него выходит Верхний Золоторожский переулок, заканчивается на улице Золоторожский Вал.

## Примечательные здания

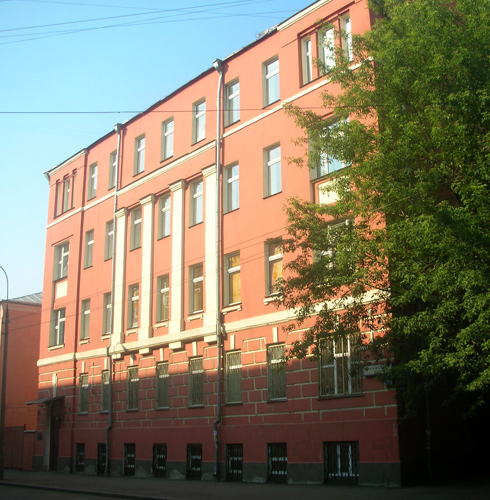
№ 4, лицей № 1303.

- № 3, стр. 1 — городская поликлиника № 187; диагностический центр № 3, филиал № 3. Построена в 1924 году на средства завода «Серп и Молот» под лечебный профилакторий для рабочих завода. В 1931 году профилакторий реорганизован в диспансер № 3. В 1940 году переименован в поликлинику № 63 Первомайского райздравотдела. В 1954 году поликлиника была объединена со стационаром и с 1954 года стала именоваться Объединенная городская больница № 48. В 1981 года стационар был закрыт и поликлинике присвоен № 187[2];
- № 4 — Московский химический лицей № 1303;
- № 12 — Музей завода «Серп и Молот».